# Schwarznacken-Strumpfbandnatter
Die Schwarznacken-Strumpfbandnatter (Thamnophis cyrtopsis), auch Gefleckte Strumpfbandnatter, ist eine von über 30 anerkannten Arten der Gattung Strumpfbandnatter (Thamnophis) mit ihrerseits drei Unterarten: Die Westliche Schwarznacken-Strumpfbandnatter (Thamnophis cyrtopsis cyrtopsis),  die Halsband-Strumpfbandnatter (Thamnophis cyrtopsis collaris) und die Östliche Schwarznacken-Strumpfbandnatter (Thamnophis cyrtopsis ocellatus).

## Merkmale
Weibchen werden meist einen Meter lang, besonders große Exemplare liegen knapp unter 1,20 Meter. Männchen erreichen selten eine Länge von mehr als 60 Zentimeter.
Schwarznacken-Strumpfbandnattern sind bei der Ernährung spezialisiert auf Amphibien und kleine Fische. Je nach Verbreitungsgebiet wird eine Winterruhe von zwei bis drei Monaten gehalten. Diese Schlangen sind lebendgebärend. Ein Wurf umfasst in der Regel fünf bis 20 Jungtiere.

## Verbreitung
Die Schwarznacken-Strumpfbandnatter ist eine der südlichsten dieser Schlangengattung. Ihre natürlichen Lebensräume reichen von Arizona im Westen der USA über das mittlere Texas bis in den Süden Mexikos. Vereinzelt findet sie sich auch in Guatemala, Honduras, Nicaragua und sogar in Costa Rica ganz im Süden Mittelamerikas.

## Unterarten
Derzeit sind drei Unterarten anerkannt:
- Westliche Schwarznacken-Strumpfbandnatter (Thamnophis cyrtopsis cyrtopsis) Kennicott, 1860 – Olivbraun bis dunkelgrau mit schmalem gelbem Rückenstreifen und gelben bis weißen Flanken. Der Bauch ist hell gefärbt und nicht gezeichnet. Mit einem Verbreitungsgebiet vom Süden Utahs bis in das zentralmexikanische Plateau ist die Westliche Schwarznacken-Strumpfbandnatter die nördlichste Vertreterin dieser Art. Als Lebensraum dienen hauptsächlich Felslandschaften in Gewässernähe. Besonders in den Canyons ist diese Schlange heimisch.[2][3]
- Halsband-Strumpfbandnatter (Thamnophis cyrtopsis collaris) Jan, 1863 – Die Färbung reicht von Rotbraun bis hin zu Schwarz mit schmalem gelbem bis orangem Rückenstreifen. Der Bauch ist häufig etwas heller als die Grundfärbung. Das Verbreitungsgebiet erstreckt sich über Mexiko bis an die Westküste Guatemalas. Als Lebensraum dienen Grasflächen in den Hochebenen.[4][5]
- Östliche Schwarznacken-Strumpfbandnatter (Thamnophis cyrtopsis ocellatus) Cope, 1880 – Dunkelbraun bis braungrau mit deutlich gefärbtem gelbem bis orangem Rückenstreifen und gelben bis weißlichen Flanken. Als Verbreitungsgebiet ist nur das Edwards Plateau in Texas bekannt, hier kommt sie hauptsächlich in den Grasflächen vor.[6][7]

## Änderungen der Arten und Unterarten
Die Schwarznacken-Strumpfbandnatter gibt ein weiteres anschauliches Beispiel für die sich fortlaufend ändernden Artenzuordnungen innerhalb der vielfältigen Gattung der Strumpfbandnattern. Während noch vor kurzem neue Thamnophis-Vertreter entdeckt wurden, wird auch mithilfe moderner Genanalysen die Artzuordnung dieser Tiere ständig neu gestaltet.
So gelten die früheren Unterarten Th. c. cyclides und Th. c. vicinus heute als Halsband-Strumpfbandnattern (Thamnophis cyrtopsis collaris).
Th. c. fulvus stellt heute die eigenständige Art Thamnophis fulvus dar. Auch Th. c. postremus wurde ein eigener Artenstatus, Thamnophis postremus, zuerkannt. Th. c. pulchrilatus bildet die Art Thamnophis pulchrilatus.